# Jorge Rivera (basket-ball)
Pour les articles homonymes, voir Jorge Rivera.
Jorge Rivera, né le 9 décembre 1973 à San Juan, à Porto Rico, est un joueur portoricain de basket-ball, évoluant au poste d'ailier.

## Carrière

### Palmarès
- Champion des Amériques 1995
- 3e du Championnat des Amériques de basket-ball 2003